# Lasioglossum oppositum
Lasioglossum oppositum är en biart som först beskrevs av Smith 1875.  Lasioglossum oppositum ingår i släktet smalbin, och familjen vägbin. Inga underarter finns listade i Catalogue of Life.